# Німфадора Тонкс
Німфадора «Дора» Тонкс — персонажка серії книжок британської письменниці Джоан Ролінґ про Гаррі Поттера. Метаморфомаг (може змінювати зовнішність), аврорка, учасниця Ордену Фенікса. Загинула в «Гаррі Поттері і Смертельні реліквії: Частина 2» при битві за Гоґвортс.

## Родина
Мати, Андромеда Блек — чистокровна чаклунка, дуже схожа на свою сестру Белатрису Лестранж. Оскільки родина підтримувала ідею чистокровності, мати зреклася Андромеди після того, як вона одружилася з маґлонародженим (Тедом Тонксом).
Німфадора Тонкс одружилася з вовкулакою Ремусом Люпином, чим теж викликала критику з боку родичів. Народила від нього сина Теда.

## Вигляд
Тонкс описується авторкою як молода чаклунка із блідим серцеподібним обличчям.
Оскільки Тонкс — метаморфомаг, то може з легкістю змінювати свій вигляд, зокрема, колір волосся. Найчастіше носила рожеве волосся, деколи змінювала його на біле. Після битви в відділі таємниць Міністерства магії її волосся довгий час було мишачого кольору.

## Магічні здібності
Тонкс навчалася у Гоґвортсі на факультеті Гафелпаф, куди приймають добрих і відважних. Їй саме були властиві ці якості.
Пізніше захотіла стати аврором. Завдяки здібностям метаморфомага отримувала найвищі оцінки з маскування та чатування. Проте некваліфікована в побутовій магії і незграбна.
Своїми магічними здібностями та професійними навичками допомагала Ордену Фенікса. Входила до передового загону, якому було доручено доправити Гаррі Поттера від помешкання Дурслів до штаб-квартири Ордену фенікса. Брала участь у битві у відділі таємниць у Міністерстві магії. Її було поранено — Тонкс деякий час перебувала в лікарні Святого Мунґа. Важко пережила втрату Сіріуса Блека.
У фінальній книзі допомагала Гаррі Поттеру дістатися до Барлогу. Билася із Белатрисою Лестранж та поранила її чоловіка Ремуса.
Брала участь у битві за Гоґвортс, де загинула разом з чоловіком.

## В екранізаціях
У фільмах про Гаррі Поттера роль Німфадори Тонкс виконала британська акторка Наталія Тена.

## Джерело
- Книжки Дж. Ролінґ про Гаррі Поттера[недоступне посилання з квітня 2019]